# Бункер (Берлин)

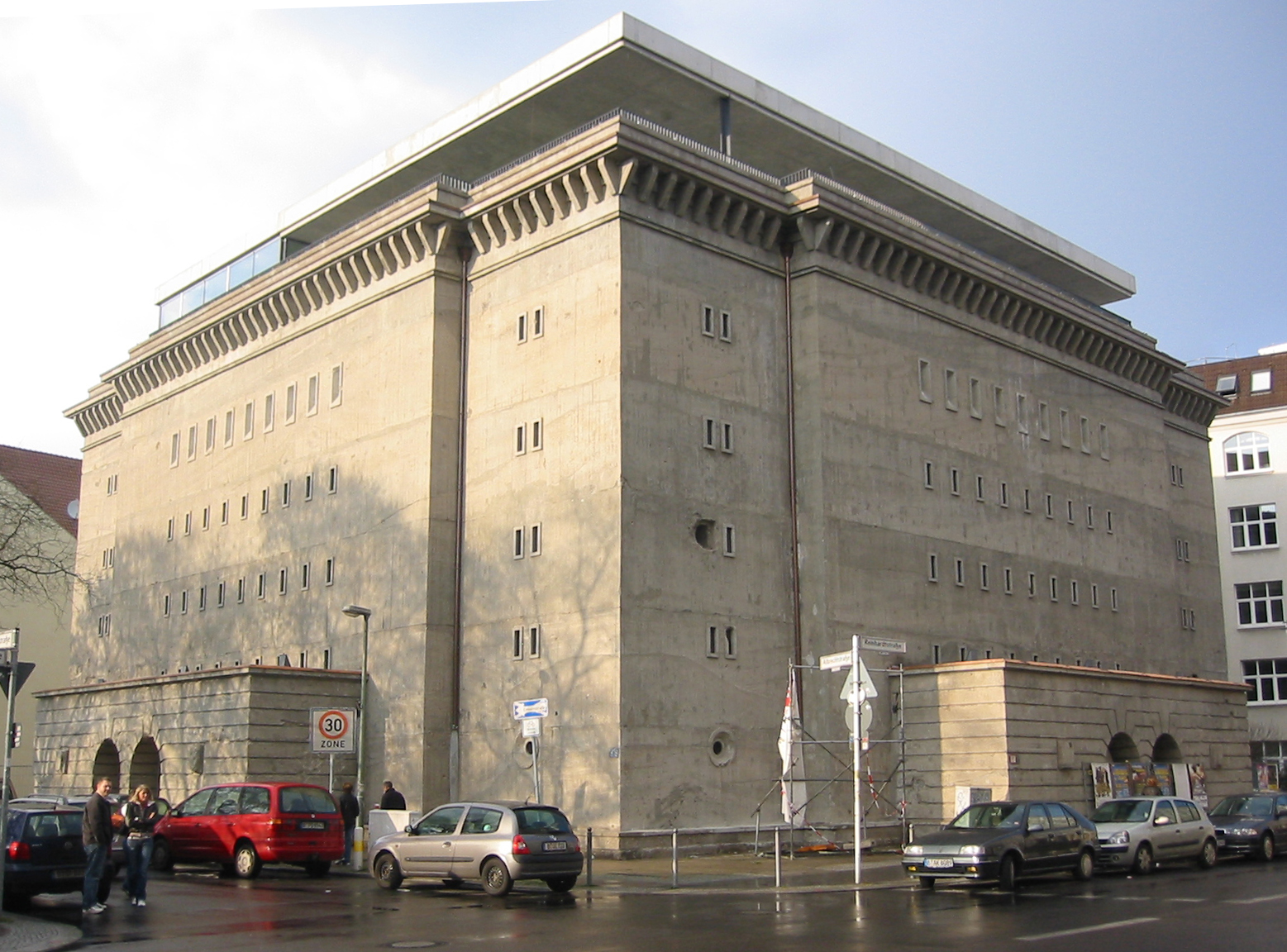
Берлинский бункер

Бункер (Рейхсбанбункер, нем. Reichsbahnbunker) — «бомбоубежище—музей», находящийся под охраной государства. Расположен в центре Берлина на перекрёстке улиц Альбрехтштрассе (нем. Albrechtstraße) и Райнхардтштрассе (нем. Reinhardstraße).
Расчётная вместимость около 2500 человек. 120 помещений на 5 этажах. Имеет высоту 18 м и 1000 м² в основании. Толщина стен — 2 метра.

## История
Бункер построен в 1943 году национал-социалистами для пассажиров Deutsche Reichsbahn — государственной железной дороги Германии во времена Веймарской республики и нацистской Германии. 
В начале мая 1945 года был захвачен Красной армией и переоборудован в военную тюрьму. С 1949 года служил в качестве текстильного склада, а с 1957 года — склада для сухофруктов. 
Летом 1992 года Вольфрам Нойгебауер перестроил бункер в клуб «Hardcore Techno». Позже Вернером Воллертом проводились здесь вечеринки. Также здесь проводились дискотеки. В 2001 году здание выкупила фирма «Nippon Development Corporation GmbH». В 2003 году бункер приобрёл вуппертальский коллекционер Христиан Борос. Заинтересованные лица могут ознакомиться с его коллекциями произведений искусства по предварительной заявке. На крыше здания он соорудил пентхаус по проекту берлинского архитектурного бюро «Realarchitektur». Полная реконструкция закончилась в 2007 году.

## Фотографии

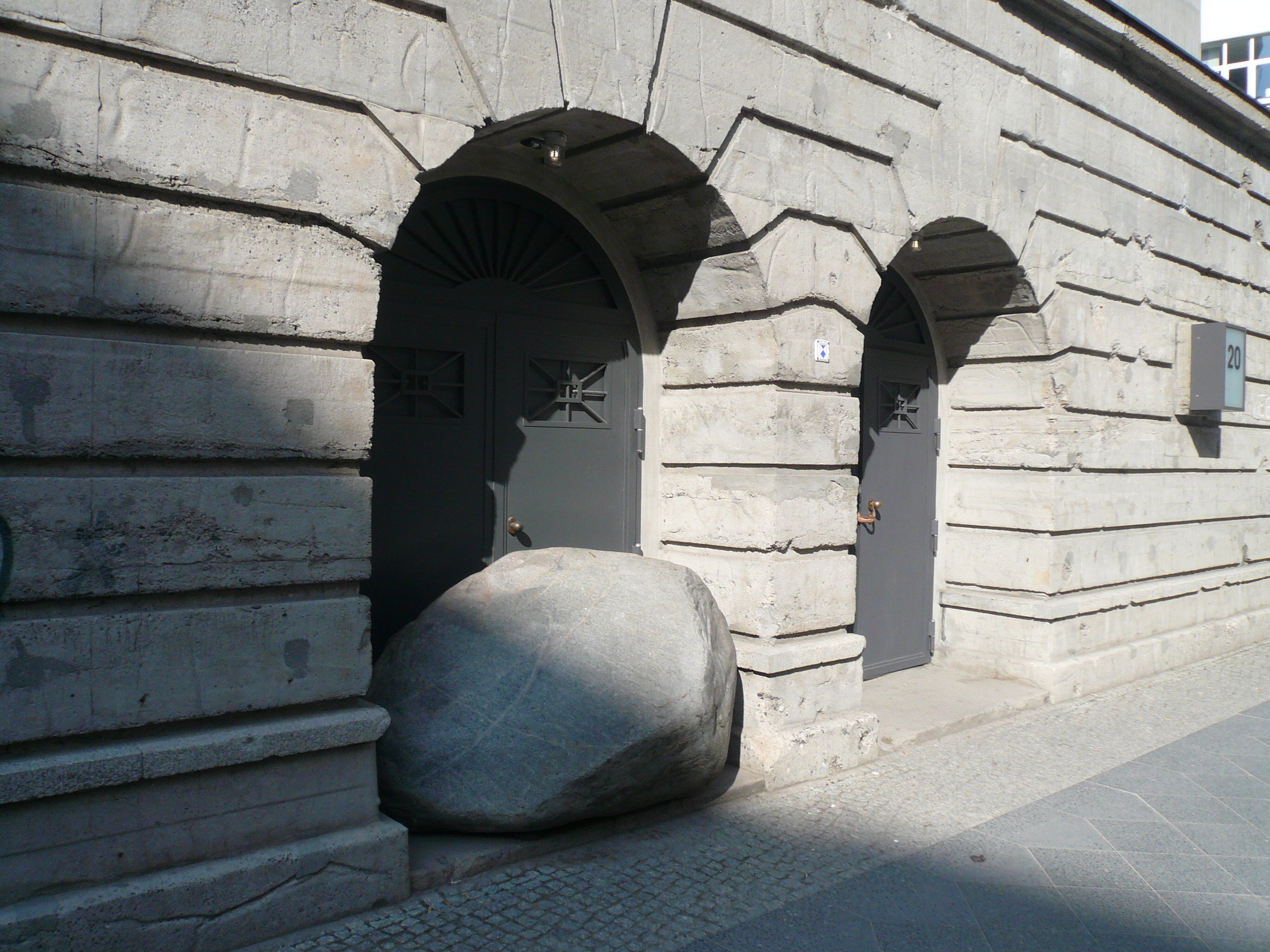
Одна из дверей в бункер завалена камнем
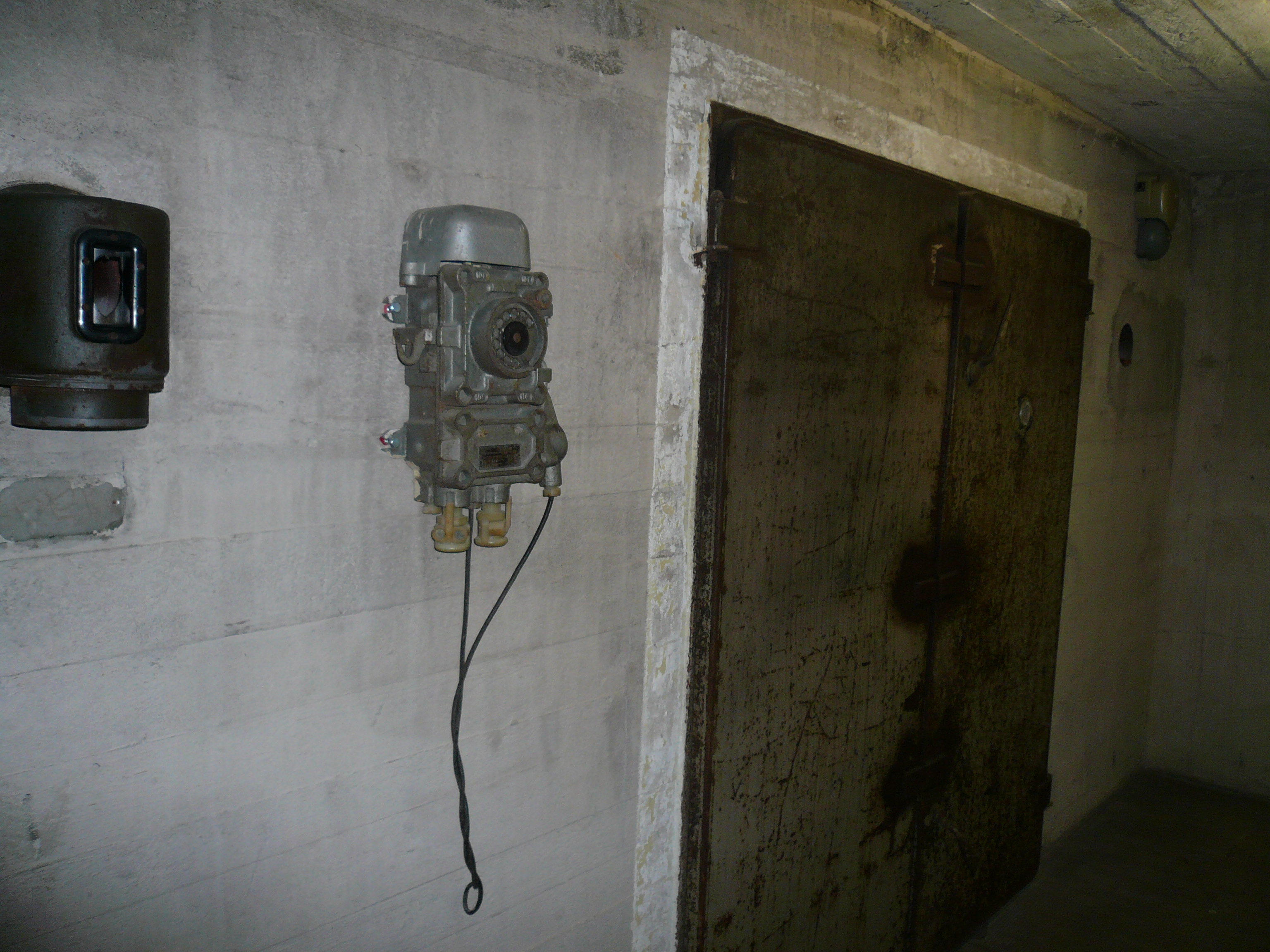
Телефон на стене при входе в бункер
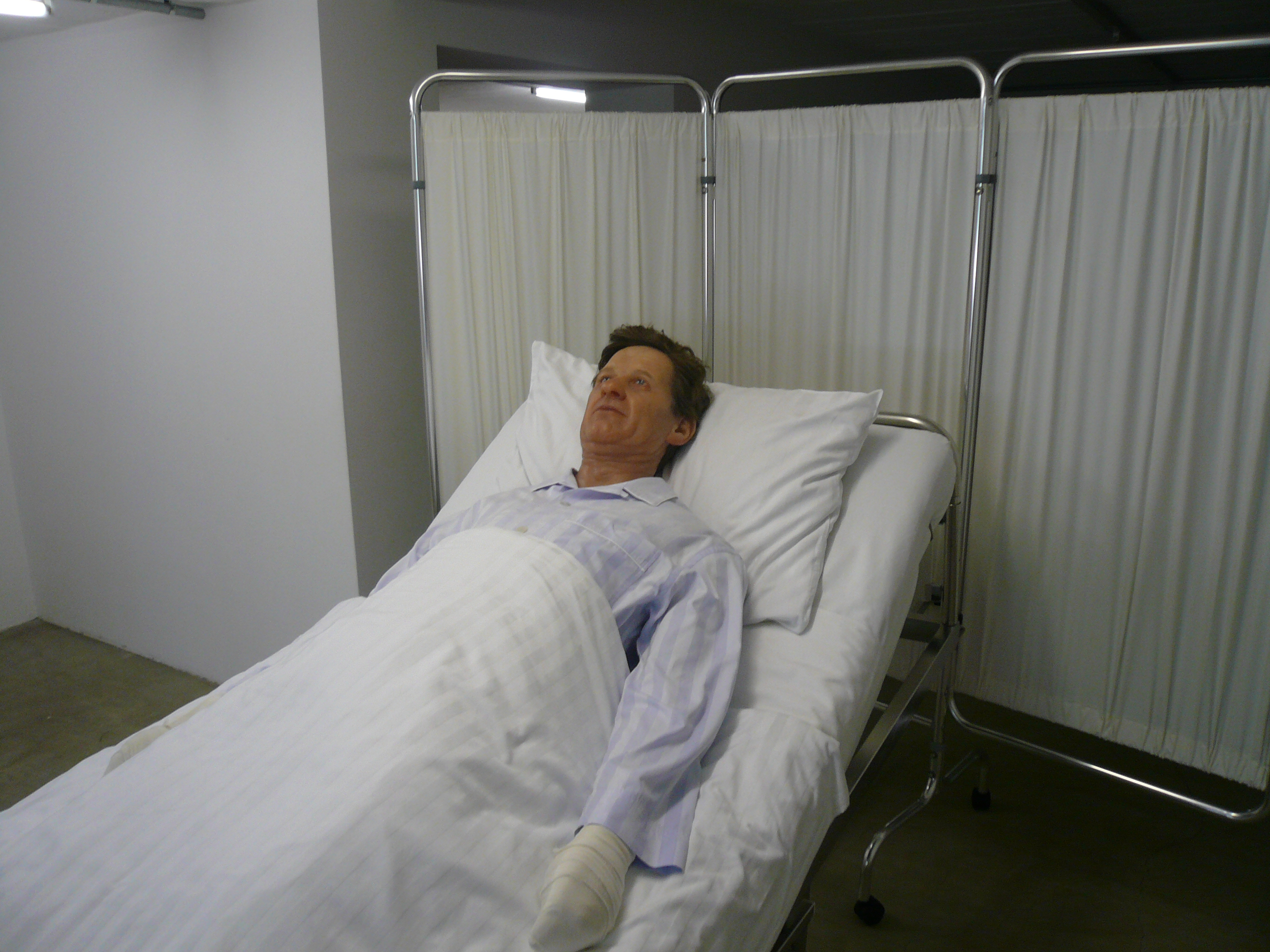
Выставка современного искусства в бункере. Пациент в госпитале.
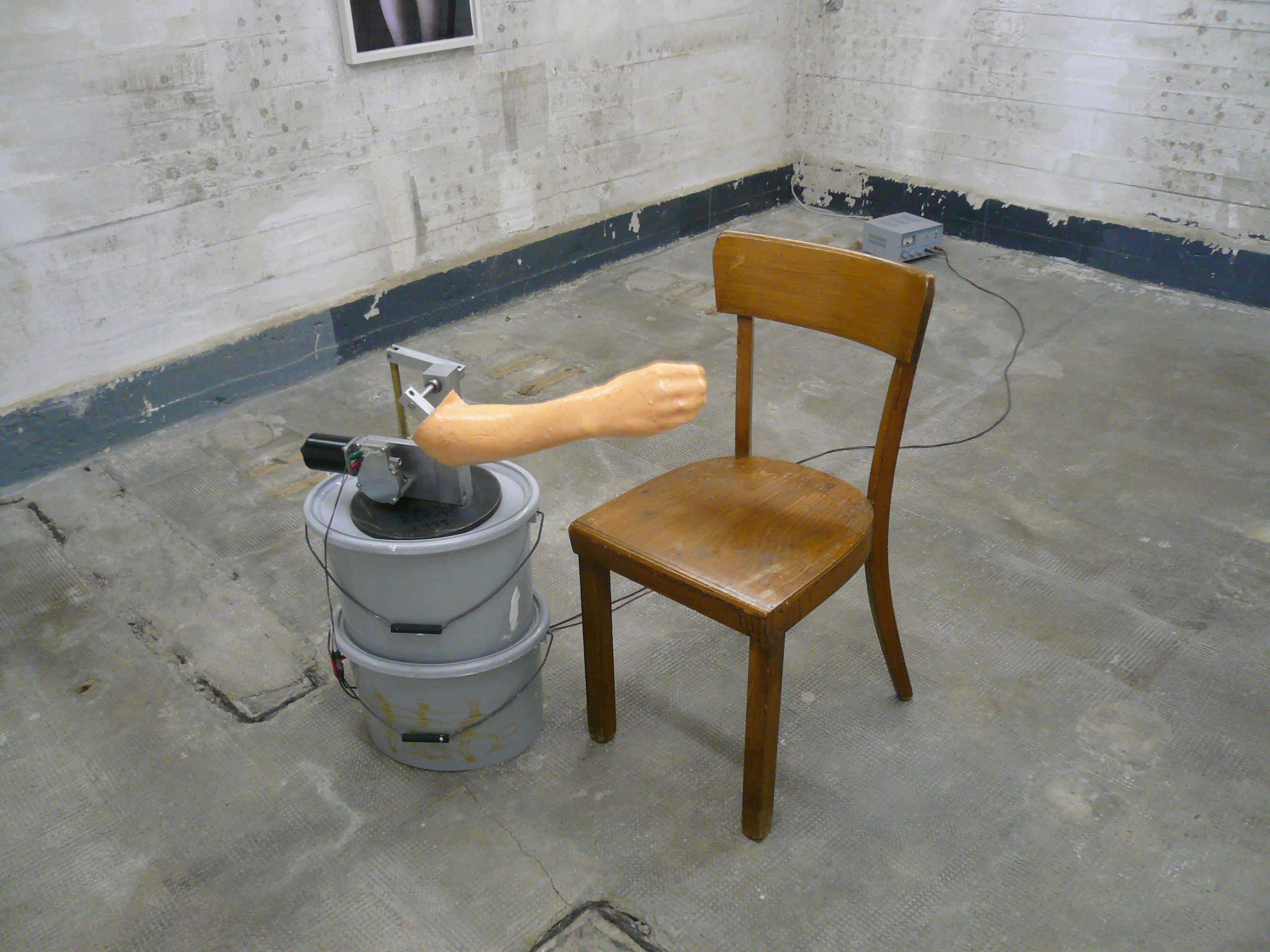
Выставка современного искусства в бункере. Аппарат для мастурбации
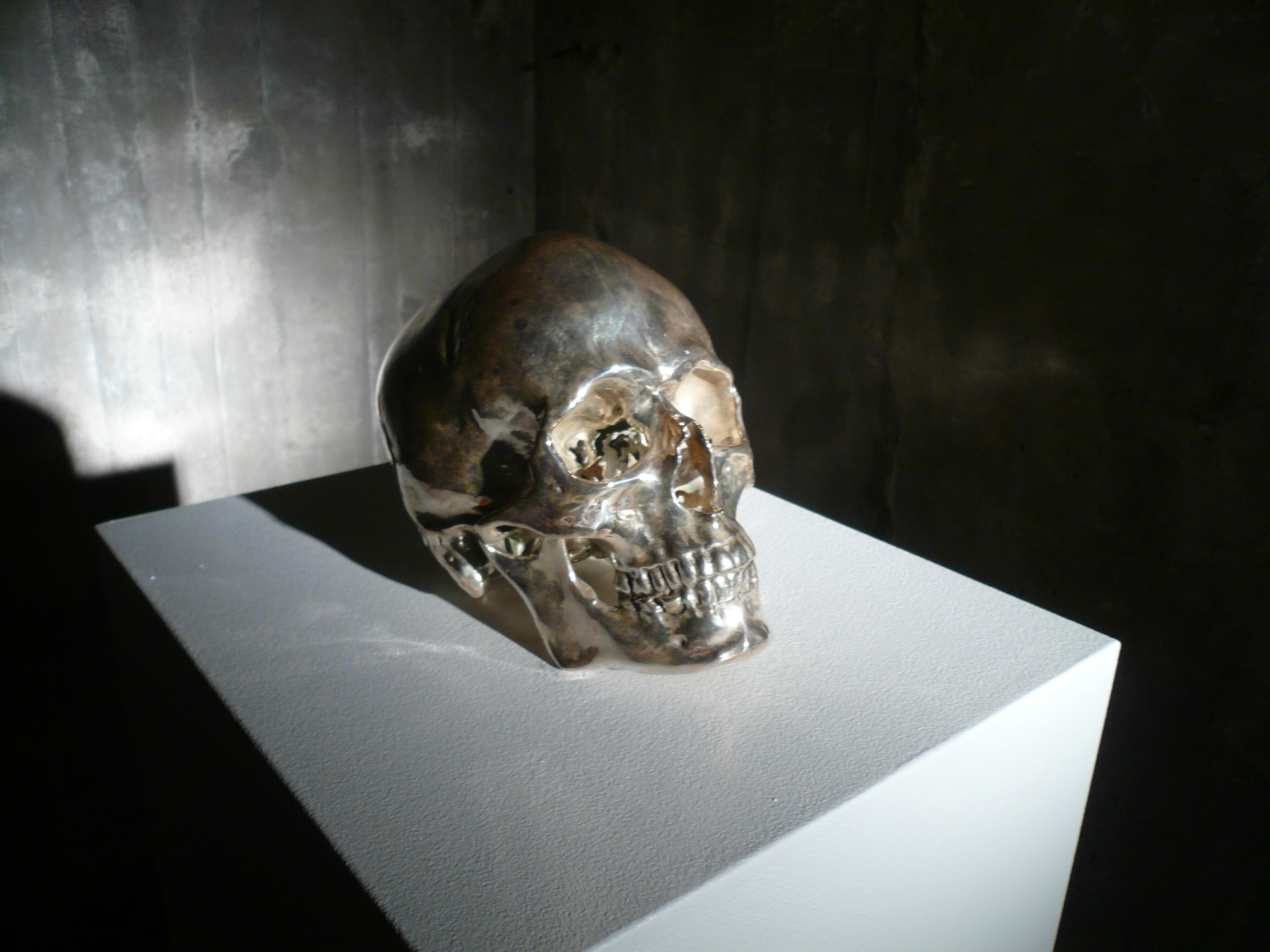
Металлический череп в одной из комнат бункера.